# Touch (EP)

Touch é o primeiro extended play do grupo sul-coreano/chinês miss A. Ele foi lançado em 20 de fevereiro de 2012 pela JYP Entertainment. O álbum é composto em seis faixas, incluindo um single de mesmo nome.

## Antecedentes e lançamento
miss A anunciou que faria um retorno coreano com um EP titulado "Touch", confirmando que sua estreia ocorreria em 20 de fevereiro de 2012. Em 19 de fevereiro de 2012, o vídeo musical foi lançado no YouTube através do canal oficial do grupo e ganhou mais de um milhão de visualizações em dois dias.

## Promoção
Promoções para a faixa-título "Touch" começaram em 23 de fevereiro de 2012 no M! Countdown. Elas terminaram as promoções performando o segundo single do EP, "Over U", em 1 de abril do mesmo ano, no Inkigayo.

## Recepção
Touch estreou na segunda posição da Parada de Álbuns do Gaon.

### Desempenho comercial
O EP vendeu 21,613 cópias apenas em 2012 na Coreia do Sul, também vendendo mais de 1,334 cópias no Japão.

## Lista de faixas
※ Faixas em negrito identificam os singles do álbum.
| Lista de faixas oficial |                           |                                              |                                                                 |                                                                                 |         |  |
| N.º                     | Título                    | Letras                                       | Música                                                          | Arranjamento                                                                    | Duração |  |
| 1.                      | "Touch" (터치)            | Park Jin-young                               | Park Jin-young                                                  | Park Jin-young [ 4 ] Hong Ji Sang                                               | 3:58    |  |
| 2.                      | "Lips"                    | Billion Dollar Baby                          | Redd Stylez Park Jin-young Alexander Palmer Billion Dollar Baby | Fuego                                                                           | 3:35    |  |
| 3.                      | "Rock 'n' Rule"           | Noday                                        | Noday Park Jiho                                                 | Noday Park Jiho                                                                 | 3:20    |  |
| 4.                      | "No Mercy" (Hong Ji Sang) | Hong Ji Sang                                 | Hong Ji Sang                                                    |                                                                                 | 3:29    |  |
| 5.                      | "Over U"                  | Kim Eun Soo Ursula Yancy Billion Dollar Baby | Yoon Sung Ho Noday                                              | Noday Billion Dollar Baby Thomas J. Heyerdahl Jan Janski Lindvaag for Deepfrost | 3:09    |  |
| 6.                      | "Touch" (Newport Mix)     | Park Jin-young                               | Park Jin-young                                                  |                                                                                 | 3:23    |  |
| Duração total:          | Duração total:            | Duração total:                               | Duração total:                                                  | Duração total:                                                                  | 20:49   |  |

| Versão asiática |                           |                                              |                                                                 |                                                                                 |         |  |
| N.º             | Título                    | Letras                                       | Música                                                          | Arranjamento                                                                    | Duração |  |
| 1.              | "Touch"                   | Park Jin-young                               | Park Jin-young                                                  | Park Jin-young Hong Ji Sang                                                     | 3:58    |  |
| 2.              | "Lips"                    | Billion Dollar Baby                          | Redd Stylez Park Jin-young Alexander Palmer Billion Dollar Baby | Fuego                                                                           | 3:35    |  |
| 3.              | "Rock 'n' Rule"           | Noday                                        | Noday Park Jiho                                                 | Noday Park Jiho                                                                 | 3:20    |  |
| 4.              | "No Mercy" (Hong Ji Sang) | Hong Ji Sang                                 | Hong Ji Sang                                                    |                                                                                 | 3:29    |  |
| 5.              | "Over U"                  | Kim Eun Soo Ursula Yancy Billion Dollar Baby | Yoon Sung Ho Noday                                              | Noday Billion Dollar Baby Thomas J. Heyerdahl Jan Janski Lindvaag for Deepfrost | 3:09    |  |
| 6.              | "Touch" (Newport Mix)     | Park Jin-young                               | Park Jin-young                                                  |                                                                                 | 3:23    |  |
| 7.              | "Touch" (中文版)          | Park Jin-young                               | Park Jin-young                                                  | Park Jin-young Hong Ji Sang                                                     | 3:58    |  |
| Duração total:  | Duração total:            | Duração total:                               | Duração total:                                                  | Duração total:                                                                  | 24:07   |  |

| Versão asiática - DVD |                                        |                |                |                             |         |  |
| N.º                   | Título                                 | Letras         | Música         | Arranjamento                | Duração |  |
| 1.                    | "Touch" (Korean version) (Music video) | Park Jin-young | Park Jin-young | Park Jin-young Hong Ji Sang |         |  |
| 2.                    | "Touch" (Korean version) (Music video) | Park Jin-young | Park Jin-young | Park Jin-young Hong Ji Sang |         |  |

## Desempenho nas paradas musicais
| Parada (2016)              | Melhor posição |
| -------------------------- | -------------- |
| Álbuns sul-coreanos (Gaon) | 2              |

| Parada (2016)              | Melhor posição |
| -------------------------- | -------------- |
| Álbuns sul-coreanos (Gaon) | 5              |

| Parada (2016)              | Melhor posição |
| -------------------------- | -------------- |
| Álbuns sul-coreanos (Gaon) | 69             |

## Vendas
| Região               | Vendas  |
| -------------------- | ------- |
| Coreia do Sul (Gaon) | 21,613+ |
| Japão (Oricon)       | 1,334+  |

## Prêmios e indicações
| Premiação               | Categoria                                         | Resultado |
| ----------------------- | ------------------------------------------------- | --------- |
| Golden Disk Awards      | Bonsang Digital                                   | Venceu    |
| Golden Disk Awards      | Prêmio de popularidade                            | Indicado  |
| Golden Disk Awards      | Prêmio MSN International                          | Indicado  |
| Golden Disk Awards      | Prêmio MSN Southeast Asian                        | Indicado  |
| Seoul Music Awards      | Prêmio Bonsang                                    | Venceu    |
| Mnet Asian Music Awards | Canção do Ano                                     | Indicado  |
| Mnet Asian Music Awards | Melhor performance de dança por um grupo feminino | Indicado  |
| Mnet 20's Choice Awards | 20's Trendy Music                                 | Indicado  |

### Prêmios de programas musicais
| Canção  | Programa                  | Data                    |
| ------- | ------------------------- | ----------------------- |
| "Touch" | Inkigayo (SBS)            | 4 de março de 2012      |
| "Touch" | M! Countdown (Mnet)       | 1 de março de 2012      |
| "Touch" | Show Champion (MBC Music) | 28 de fevereiro de 2012 |
| "Touch" | Show Champion (MBC Music) | 6 de março de 2012      |
| "Touch" | Music on Top (JTBC)       | 7 de março de 2012      |